# Alirezá Fagáni
Alirezá Fagáni (perzsául: علی‌رضا فغانی, a nemzetközi sajtóban Alireza Faghani; Kásmar, 1978. március 21. –) iráni nemzetközi labdarúgó-játékvezető. 2023 óta ausztrál zászló alatt játékvezető.

## Pályafutása
Játékvezetésből 2000-ben Kashmarban vizsgázott. A Kashmart labdarúgó-szövetség által üzemeltetett labdarúgó bajnokságokban kezdte sportszolgálatát. Az FFIRI Játékvezető Bizottságának (JB) minősítésével 2007-től a Pro League játékvezetője. Küldési gyakorlat szerint rendszeres 4. bírói szolgálatot is végez. Irán egyik legnépszerűbb játékvezetője. Pro League mérkőzéseinek száma: 268 (2007–2015).
Az Iráni labdarúgó-szövetség JB terjesztette fel nemzetközi játékvezetőnek, a Nemzetközi Labdarúgó-szövetség (FIFA) 2008-tól tartja nyilván bírói keretében. A FIFA JB központi nyelvei közül az angolt beszéli. Az AFC JB besorolása szerint elit kategóriás bíró. Több nemzetek közötti válogatott (Labdarúgó-világbajnokság, Ázsia-kupa, AFC Challenge Cup), valamint AFC-kupa és AFC-bajnokok ligája klubmérkőzést vezetett, vagy működő társának 4. bíróként segített. A kínai Super League bajnokságában is tevékenykedik. Válogatott mérkőzéseinek száma: 22 (2009–2015). Vezetett kupadöntők száma: 2.
A 2013-as U20-as labdarúgó-világbajnokságon a FIFA JB hivatalnokként foglalkoztatta.
| Időpont          | Helyszín                            | Mérkőzés típusa              | Mérkőzés             | Eredmény | Nézők száma |
| ---------------- | ----------------------------------- | ---------------------------- | -------------------- | -------- | ----------- |
| 2013. június 26. | Akdeniz University Stadion, Antalya | csoportmérkőzés (E. csoport) | Chile–Anglia         | 1 – 1    | 3246        |
| 2013. július 2.  | Türk Telekom Arena, Isztambul       | egyik nyolcaddöntő           | Spanyolország–Mexikó | 2 – 1    | 7211        |

A 2014-es labdarúgó-világbajnokságon és a 2018-as labdarúgó-világbajnokságon a FIFA JB bíróként alkalmazta. Selejtező mérkőzéseket az Ázsiai Labdarúgó-szövetség (AFC) zónában vezetett. 2012-ben a FIFA JB bejelentette, hogy a brazil labdarúgó-világbajnokság lehetséges játékvezetőinek átmeneti listájára jelölte. A szűkített keretben nem szerepelt.
| Időpont              | Helyszín                                   | Mérkőzés típusa                                  | Mérkőzés                                                     | Eredmény | Nézők száma |
| -------------------- | ------------------------------------------ | ------------------------------------------------ | ------------------------------------------------------------ | -------- | ----------- |
| 2011. szeptember 6.. | Kamíl Samún Sportváros, Bejrút             | (2014 vb) előselejtező (B csoport,- 3. forduló)  | Libanon–Egyesült Arab Emírségek                              | 3 – 1    | 4 000       |
| 2011. október 11.    | Janggakto Stadion, Phenjan                 | (2014 vb) előselejtező (C csoport,- 3. forduló)  | Észak-Korea–Üzbegisztán                                      | 0 – 1    | 29 000      |
| 2012. június 8.      | Kábús szultán sportkomplexum, Maszkat      | (2014 vb) előselejtező (B. csoport,- 4. forduló) | Omán–Ausztrália                                              | 0 – 0    | 11 000      |
| 2013. március 26.    | King AbdullahStadion, Ammán                | (2014 vb) előselejtező (B. csoport,- 4. forduló) | Jordánia–Japán                                               | 2 – 1    | 18 000      |
| 2013. június 18.     | Ausztrál Stadion, Sydney                   | (2014 vb) előselejtező (B. csoport,- 4. forduló) | Ausztrál labdarúgó-válogatott–Irak                           | 1 – 0    | 80 523      |
| 2015. október 8.     | Al Kuwait Sports Club Stadion, Kuvaitváros | (2018 vb) előselejtező (G. csoport)              | Kuvait–Dél-Korea                                             | 0 – 1    | 12 350      |
| 2015. november 12.   | Pakhtakor Markaziy Stadion, Taskent        | (2018 vb) előselejtező (H. csoport)              | Üzbég labdarúgó-válogatott–Észak-koreai labdarúgó-válogatott | 3 – 1    | 27 135      |
| 2016. március 29.    | Saitama Stadium 2002, Szaitama             | (2018 vb) előselejtező (E. csoport)              | Japán labdarúgó-válogatott–Szíria                            | 5 – 0    | 57 475      |

Az AFC JB küldésére a 2010-es AFC-Kihívás kupa labdarúgó torna bírói közreműködője.
| Időpont           | Helyszín                     | Mérkőzés típusa                     | Mérkőzés                                                       | Eredmény | Nézők száma |
| ----------------- | ---------------------------- | ----------------------------------- | -------------------------------------------------------------- | -------- | ----------- |
| 2009. április 16. | Rasmee Dhandu Stadion, Malé  | (2010-es) előselejtező (B. csoport) | Maldív-szigetek–Fülöp-szigetek                                 | 3 – 2    | 9000        |
| 2010. február 16. | Sugathadasa Stadion, Colombo | selejtező (A. csoport)              | Mianmar–Srí Lanka                                              | 4 – 0    | 3 000       |
| 2010. február 24. | Sugathadasa Stadion, Colombo | egyik elődöntő                      | Tádzsikisztán–Türkmenisztán                                    | 0 – 2    | 300         |
| 2010. február 27. | Sugathadasa Stadion, Colombo | döntő                               | Türkmén labdarúgó-válogatott–Észak-koreai labdarúgó-válogatott | 1 – 1    | 3 000       |

A 2013-as Ázsia-kupa és a 2015-ös Ázsia-kupa tornán az AFC JB bíróként vette igénybe szolgálatát.
| Időpont            | Helyszín                              | Mérkőzés típusa                     | Mérkőzés                                                                    | Eredmény | Nézők száma |
| ------------------ | ------------------------------------- | ----------------------------------- | --------------------------------------------------------------------------- | -------- | ----------- |
| 2013. február 6.   | Jassim Bin Hamad Stadion, Doha        | (2013-as) előselejtező (D. csoport) | Katar–Malajzia                                                              | 2 – 0    | 7320        |
| 2013. november 15. | Mohammed Bin Zayed Stadion, Abu-Dzabi | (2013-as) előselejtező (E. csoport) | Egyesült arab emírségekbeli labdarúgó-válogatott–Hongkong                   | 4 – 0    | 10 871      |
| 2015. január 10.   | Városi Stadion, Brisbane              | csoportmérkőzés (B. csoport)        | Szaúd-Arábia–Kína                                                           | 0 – 1    | 12 557      |
| 2015. január 13.   | Városi Stadion, Canberra              | csoportmérkőzés (A. csoport)        | Kuvaiti labdarúgó-válogatott–Dél-koreai labdarúgó-válogatott                | 0 – 1    | 8795        |
| 2015. január 16.   | Városi Stadion, Brisbane              | csoportmérkőzés (D. csoport)        | Iraki labdarúgó-válogatott–Japán labdarúgó-válogatott                       | 0 – 1    | 22 947      |
| 2015. január 23.   | Ausztrál Stadion, Sydney              | egyik negyeddöntő                   | Japán labdarúgó-válogatott–Egyesült arab emírségekbeli labdarúgó-válogatott | 1 – 1    | 19 094      |
| 2015. január 31.   | Ausztrál Stadion, Sydney              | döntő                               | Dél-koreai labdarúgó-válogatott–Ausztrál labdarúgó-válogatott               | 1 – 2    | 38 000      |

Az AFF JB küldésére vezetett találkozókat az AFF-bajnokságban.
| Időpont            | Helyszín                       | Mérkőzés típusa              | Mérkőzés                                | Eredmény |
| ------------------ | ------------------------------ | ---------------------------- | --------------------------------------- | -------- |
| 2014. november 23. | Nemzeti Stadion, Kallang       | csoportmérkőzés (B. csoport) | Szingapúr–Thaiföld                      | 1 – 2    |
| 2014. december 20. | Jassim Bin Hamad Stadion, Doha | döntő 2. mérkőzés            | Malajzia–Thaiföldi labdarúgó-válogatott | 3 – 2    |

A 2016. évi nyári olimpiai játékokra a FIFA JB bírói szolgálatra jelölte.
| Időpont             | Helyszín                            | Mérkőzés típusa              | Mérkőzés           | Eredmény | Nézők száma |
| ------------------- | ----------------------------------- | ---------------------------- | ------------------ | -------- | ----------- |
| 2016. augusztus 10. | Arena Fonte Nova, Salvador da Bahia | csoportmérkőzés (A. csoport) | Dánia–Brazília     | 0 – 4    | 41 067      |
| 2016. augusztus 4.  | Arena Fonte Nova, Salvador da Bahia | csoportmérkőzés (C. csoport) | Mexikó–Németország | 2 – 2    | 16 500      |

A FIFA JB megbízta, hogy a FIFA-klubvilágbajnokságon mérkőzéseket irányítson.
| Időpont            | Helyszín                     | Mérkőzés típusa   | Mérkőzés                                | Eredmény | Nézők száma |
| ------------------ | ---------------------------- | ----------------- | --------------------------------------- | -------- | ----------- |
| 2013. december 14. | Városi Stadion, Agadir       | egyik negyeddöntő | Raja Casablanca–CF Monterrey            | 2 – 1    | 34 579      |
| 2013. december 21. | Stade de Marrakech, Marrákes | bronzmérkőzés     | Kuangcsou Evergrande (kínai)–CA Mineiro | 2 – 3    | 37 774      |

Az AFC JB megbízására vezette AFC-bajnokok ligája döntő első találkozóját.
| Időpont           | Helyszín                   | Mérkőzés típusa     | Mérkőzés                                                 | Eredmény | Nézők száma |
| ----------------- | -------------------------- | ------------------- | -------------------------------------------------------- | -------- | ----------- |
| 2014. október 25. | Parramatta Stadion, Sydney | döntő első mérkőzés | Western Sydney Wanderers FC–El-Hilál SFC (Szaúd-arábiai) | 1 – 0    | 20 053      |